# Macher Szilárd
Macher Szilárd (Tatabánya, 1974. december 20.) Harangozó Gyula-díjas magyar balettművész, balettmester, egyetemi tanár, táncszakíró és koreográfus.

## Életpályája
Szülei: Macher János és Tóth Mária Gabriella, testvére Macher Szabolcs közgazdász. A Győri Balett Művészeti Iskola diákja volt. 1991-1995 között a Magyar Táncművészeti Főiskola balettművész szakán tanult, majd 1998-ban klasszikus-balettpedagógus diplomát szerzett. Mesterei voltak többek között: Dózsa Imre, Sebestyén Csaba, Koren Tamás, Sebestény Katalin, Keveházi Gábor, Kékesi Mária, Behumi Ferenc, Markó Iván és Tamás Gyöngyi, Éhn Éva. 2000-2003 között a Magyar Táncművészeti Főiskola táncelméleti szakíró szakán, 2004-2007 között a Színház- és Filmművészeti Egyetem koreográfus szakán tanult tovább. 2015-ben DLA fokozatot szerzett, dolgozata témavezetője Huszti Péter, mentortanára Karsai György volt.
1994-2020 között a Magyar Állami Operaház tagja, 2000-től címzetes magántáncosa. Gyakorlatvezető balettmester: Magyar Nemzeti Balett (2012-).
1998-ban asszisztensként kezdett tanítani a Magyar Táncművészeti Főiskolán, 1999-től évfolyamvezető balettmester, végzős évfolyamai: 2007, 2012, 2017, 2021, 2023. 2018-ban egyetemi tanár lett. 2011 óta a Táncművészképző Intézet igazgatója, 2020-tól az MTE rektorhelyettese is. 
Tanítványai a következő társulatokban táncolnak: Magyar Állami Operaház (Nemzeti Balett), Győri Balett, Pécsi Balett, Szegedi Kortárs Balett, Közép-Európa Táncszínház, Frenák Pál Társulat, Drezda - Semperoper, Bécs - Staatsoper, Stockholm - Svéd Királyi Balett, München -Bayerische Staatsoper, Zágráb - Horvát Nemzeti Balett, Mariinszkij Balett III., Vlagyivosztok, Frankfurt-Dresden Dance Company, GöteborgsOperan Danskompani, Culberg Balett, Augsburg Ballett, Leipziger Ballett,  Staatstheater Mainz, Stadttheater Gießen, Theater Kiel, Dance Company von Nanine Linning, Varsó - Lengyel Nemzeti Balett, Poznan – Teatr Wielki, Maribor - Szlovén Nemzeti Balett, Brno - Nemzeti Színház Balettegyüttese, Plzen -  JK Tyl Színház, Bukarest - Román Nemzeti Balett, Theater Hagen, Theater Osnabrück, Theater Regensburg, Ostrava - Moravian-Silesian Theatre, Orlando Ballet, Tulsa Ballet, Columbia Classical Ballet, Hong Kong Ballet, Ballet Company of Yokohama,  K-Ballet Company,Tokió, Hofesh Shechter Dance Company, London, Gauthier Dance -Theaterhaus Stuttgart, Recirquel, Cirque Du Soleil.
Vendégoktató az amszterdami Művészeti Konzervatóriumban (2003); a A Nordic Ballet Seminaron: Oslo (2012), Helsinki (2013). Balettkurzuson tanít és masterclass-okat tart Tajvanban: Tainan, Taichung, Taipei-ben (2017), Hszicsu, Taicsung (2018) és Szlovéniában: Ljubljanában (2019), és Tokióban (2019, 2022, 2023, 2024) valamint Kobe-ban (2024). A Nemzetközi Ifjúsági Fesztivál (Budapest, 2008, 2015), a IX. Pécsi Nemzetközi Tánctalálkozó (2015) és az MTF Nemzetközi Kurzus balettmestere (2006, 2008, 2010, 2015), utóbbin kurzusvezető (2010, 2011). Balettmetodikát oktat a Zágrábi Egyetemen (2015-).
Balettmester a Mid-Ohio Valley Ballet-nál (USA) (1997); a Corpi in Mostra rendezvényén, (Barletta- Olaszország, 2016), a Tokiói Balettversenyen (2019, 2023), a Nurejev Nemzetközi Balettversenyen Budapesten (2019) valamint a Budapest Ballet Grand Prix-n (2023). Gyakorlatvezető és betanító balettmester: Formosa Ballet, Tajvan (2017, 2018), Ballet Preljocaj (2016), Ljubljanai Operaház Balettegyüttese (2020). 
Zsűritagként vett részt a Mia Corak Slavenska Nemzetközi Balettversenyen (Zágráb, 2016), a XII. International Ballet Competition (Szicília, 2017), az Anna Pavlova Balettversenyen (Firenze, 2018), a Pacific International Balettverseny zsűritagja (Tokió: 2019, 2022, 2023, 2024), a Tanzolymp Berlin (2020)  és a TUTU Ballet Competion – Szlovénia  (2022, 2023) rendezvényein. A győri Országos Klasszikus balett és Modern tánc Verseny zsűrielnöke (2013), a pécsi Országos Klasszikus balett és Modern tánc Verseny zsűritagja (2015).

## Színházi szerepei

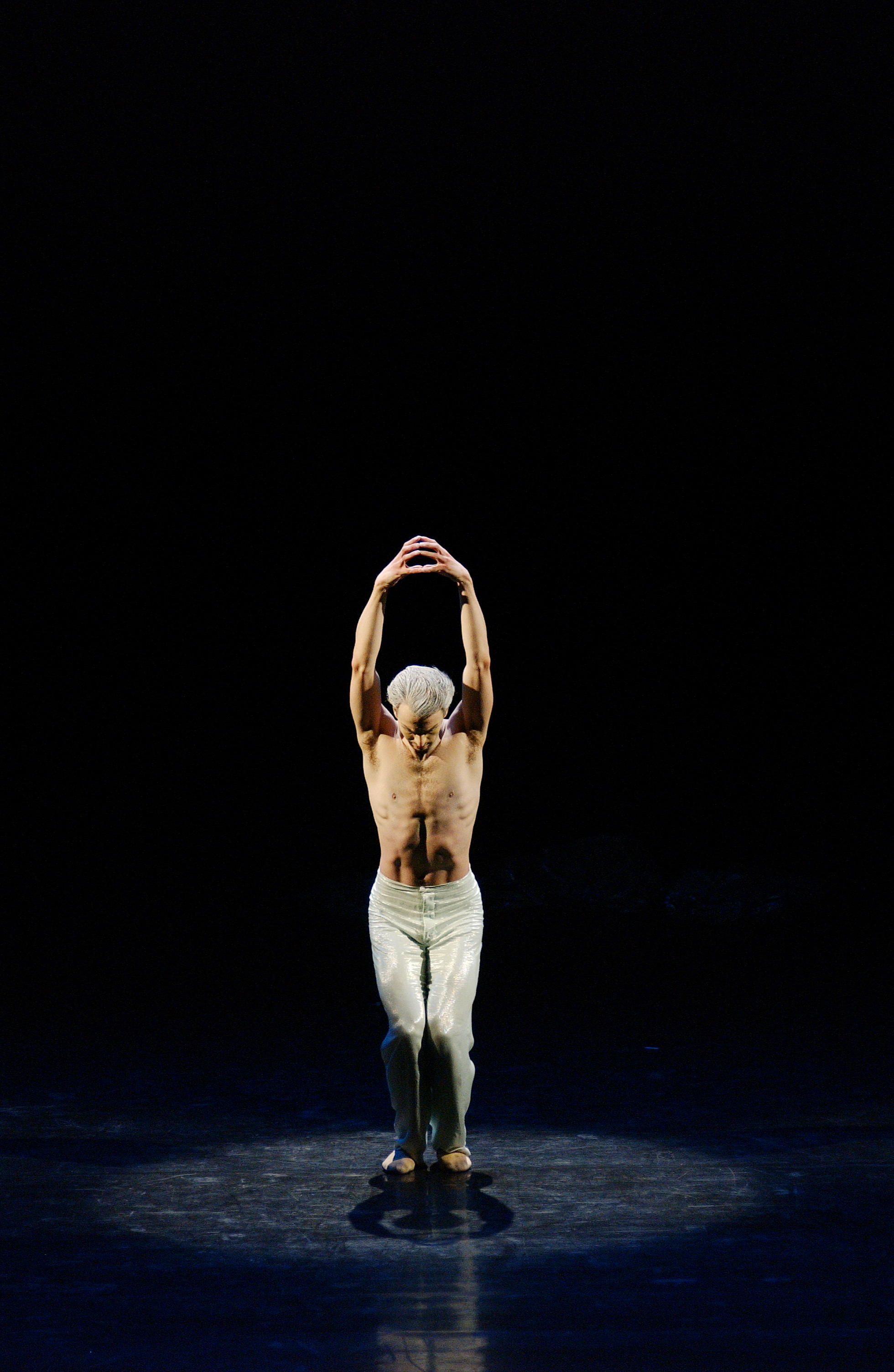
Az ember tragédiája Fotó: Kukucska András

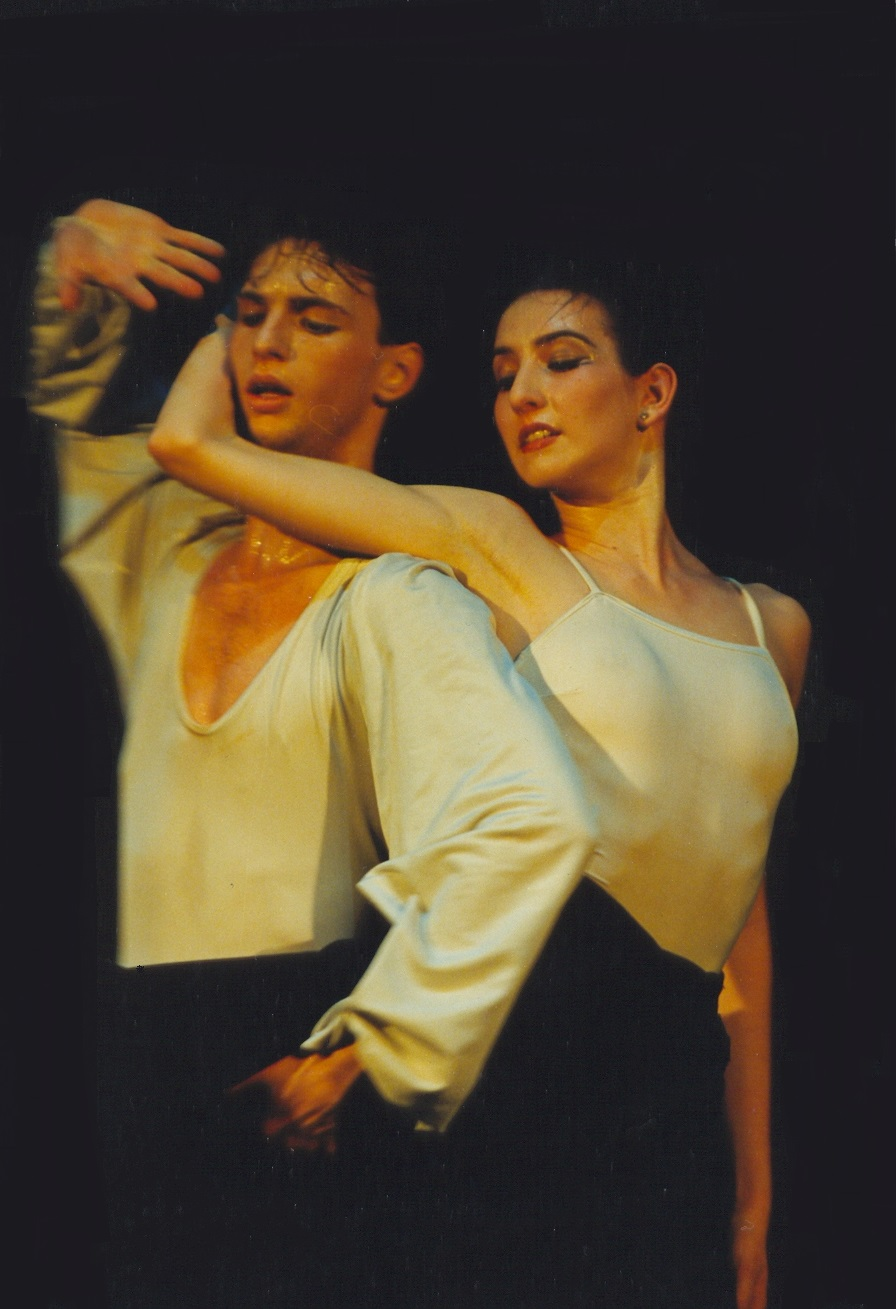
Adagietto Kozmér Alexandrával Fotó: Kanyó Béla

Diótörő: Herceg, Egérkirály, Rózsakeringő szóló; A hattyúk tava: Rothbart, Pas de trois, Valcer szóló; Giselle : Paraszt-pas de deux (Lavrovszkij), A herceg (Alijev, Lavrovszkij); A bajadér: A nagy bráhmin, Pas d’action; A bahcsiszeráji szökőkút: Waclav, Két ifjú; Anna Karenina: Karenin, Sztyepán; Anyegin: Gremin; Rómeó és Júlia: Páris; Elfújta a szél: Mr. Kennedy, Charles Hamilton; Az ember tragédiája: Az Úr; Furfangos diákok: Ádám, Diákok; Hófehérke és a 7 törpe: Banya; A víg özvegy: Zéta Mirkó báró; Mayerling: Négy magyar tiszt; Wolfgang Amadeus Mozart: II. József; Szimfonikus percek: Pierrot; Aranyecset: Dr Harkot, Dr Hirschler, Jókai Mór; A velencei mór: Lodovico; Szerenád: Világtalan fiú (Elégia); C-dúr szimfónia: II.tétel (vezető szólópár); Öt tangó(van Manen): Szóló; Concertante (van Manen): Szólópárok; Hat tánc (Kylian): III.-V.-VI. tétel szóló; Adagietto (Dózsa); Connection (Lukács); Light (a koreográfia is: a Magyar Nemzeti Balett Stúdióegyüttesében)(2007); Csipkerózsika: Négy kérő , A halál és a lányka (North): Szólópárok, Az alvajáró (Balanchine): Danse Egzotique, Flamma (Lőcsei), Sakk-matt (de Valois): Második piros lovag, Concerto (MacMillan): Szólópárok, Coppélia: Pas de six, Polgármester, A próba: Főpapok, Üldözők, Kalóz pas de deux, A hattyúk tava II.felv. pas de deux, Tavaszi áradás pas de deux, A Cédrus pas de deux, Szentivánéji álom pas de deux, Faust-Valpurgis éj (Seregi): Szóló, (Pártay): Szóló (több tételben), Gioconda: A Föld, Pikk Dáma: Ámor, Utolsó keringő: pas de deux, Straussiáda: Szólópár.

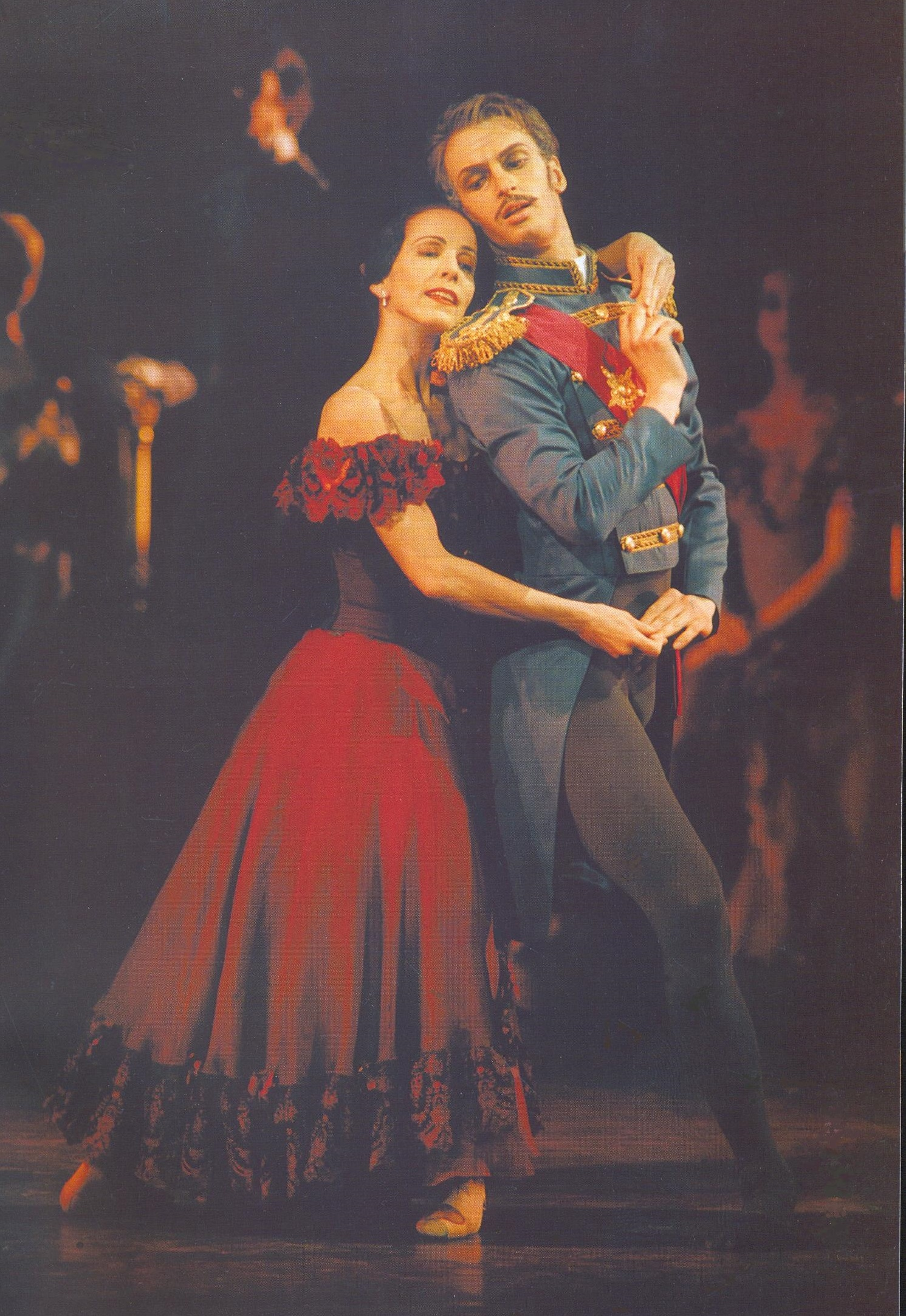
Anyegin Hágai Katalinnal Fotó: Papp Dezső

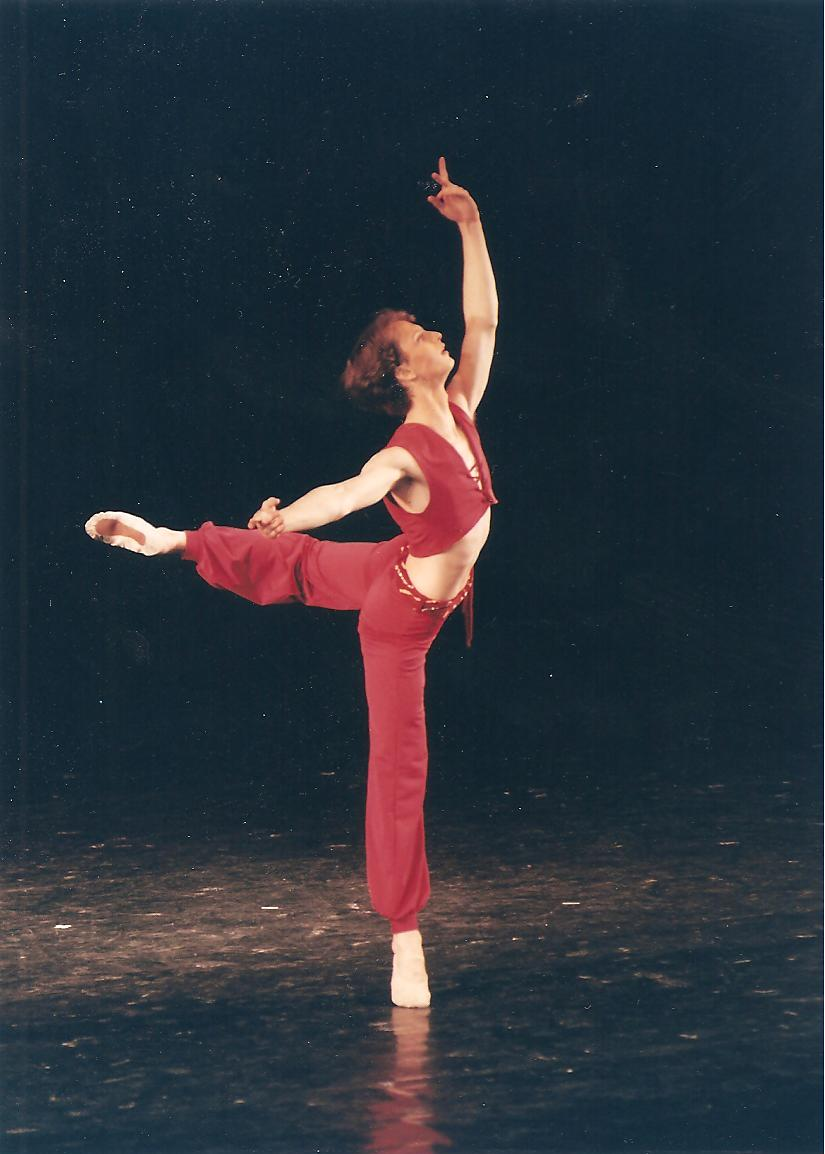
A kalóz Fotó Kanyó Béla

## Művei

### Könyvek
- A tánc csillagai lettek, MTF, 2015. (Gyarmati Zsófiával); Lőrinc György életműve - Képek, dokumentumok. Társszerző és szerkesztő. Magyar Táncművészeti Egyetem, Budapest, 2017.

### Koreográfiái
- Light (2007, a Magyar Nemzeti Balett Stúdióegyüttesében)
- Diótörő - MTF (2016)
- Coppélia - Két barát variációja - MTE (2017)
- Vince to the World - szóló versenyszám - MTE (2017, 2018, 2019)
- Életem lapjai (Édesanyámnak, Szülővárosomnak) (2017)
- Benső tájakon (In a Landscape) (2019)
- Reverence (Dózsa Imre 80. születésnapjára)

Világítástervezés: Egy hely a csillagok között (2017, Leo Mujic koreográfiájához)

### Publikációk
- Táncművészet (1996/3-4., 1997/1-2., 2000/5-6., 2002/2., 2003/2., 2003/3., 2004/6., 2005/1., 2008/3., 2009/4., 2009/5., 2009/6., 2010/1., 2010/2., 2010/3., 2014/2., 2015/2.,2017/4., 2018/1., 2018/2., 2018/3., 2018/4., 2019/1., 2019/2., 2019/3., 2019/4.,2021/4.,  2022/1., 2023/2.,2023/3.
- Zene Zene Tánc (2002/4., 2003/4., 2003/5.)
- A bajadér (2008) és az Örvényben (2010) című bemutatók műsorfüzeteinek író-szerkesztője (Magyar Állami Operaház).
- Mozgástudatos gyakorlás a klasszikus balettben in. Hagyomány és újítás a táncművészetben, a táncpedagógiában és a tánckutatásban (Táncművészet és tudomány I.), MTF - Planétás, 2009 p. 193-200
- Balettmesterek kihívásai a XXI. században in. Perspektívák az új évezredben a táncművészetben, a táncpedagógiában és a tánckutatásban (Táncművészet és tudomány III.), MTF, 2011 p. 168-172
- A klasszikus balett formanyelvének változása (a reneszánsztól a XXI. századig)- áttekintés in. Kultúra-Érték-Változás a táncművészetben, a táncpedagógiában és a tánckutatásban (Táncművészet és tudomány V.), MTF, 2013 p. 147-157
- A társadalmi és politikai viszonyok változásainak hatása a táncnyelvek fejlődésére in. Alkotás-Befogadás-Kritika a táncművészetben, a táncpedagógiában és a tánckutatásban (Táncművészet és tudomány VII.), MTF, 2014 p. 137-154
- Értelem és érzelem - Intellektualitás, tehetség és ösztönök a táncművésszé válásban és a művészlétben in. Táncművészet és intellektualitás (Táncművészet és tudomány X.), MTF, 2018 p. 200-209
- A balett formanyelvének változásai a XX-XXI. században – szintézisteremtés a színpadon és a balettoktatásban (2015).
- Szakértő a Duna Televízió Kikötő című műsora, Nizsinszkijről szóló  adásában (2010). A Magyar Állami Operaház/MTF illetve MTE Lőrinc György emlék-kiállításának társszerkesztője (2010, 2017).

## Díjai
- Köztársasági Ösztöndíj (1993-1994)
- Vécsey Elvira-díj (1994): a legjobb végzős hallgatónak (MTF)
- Fülöp Viktor-ösztöndíj (pedagógus: 1999; szakíró: 2000)
- Interlyra-díj (2002)
- Harangozó Gyula-díj (2007)
- Lőrinc György-díj (2013) (MTF)
- Magyar Arany Érdemkereszt (2017)
- A legjobb koreográfia díja, Grand Prix és A tánckultúráért díj a Diótörő kettősért (2022, Grand Prix Di Natale, Olaszország)

## Források

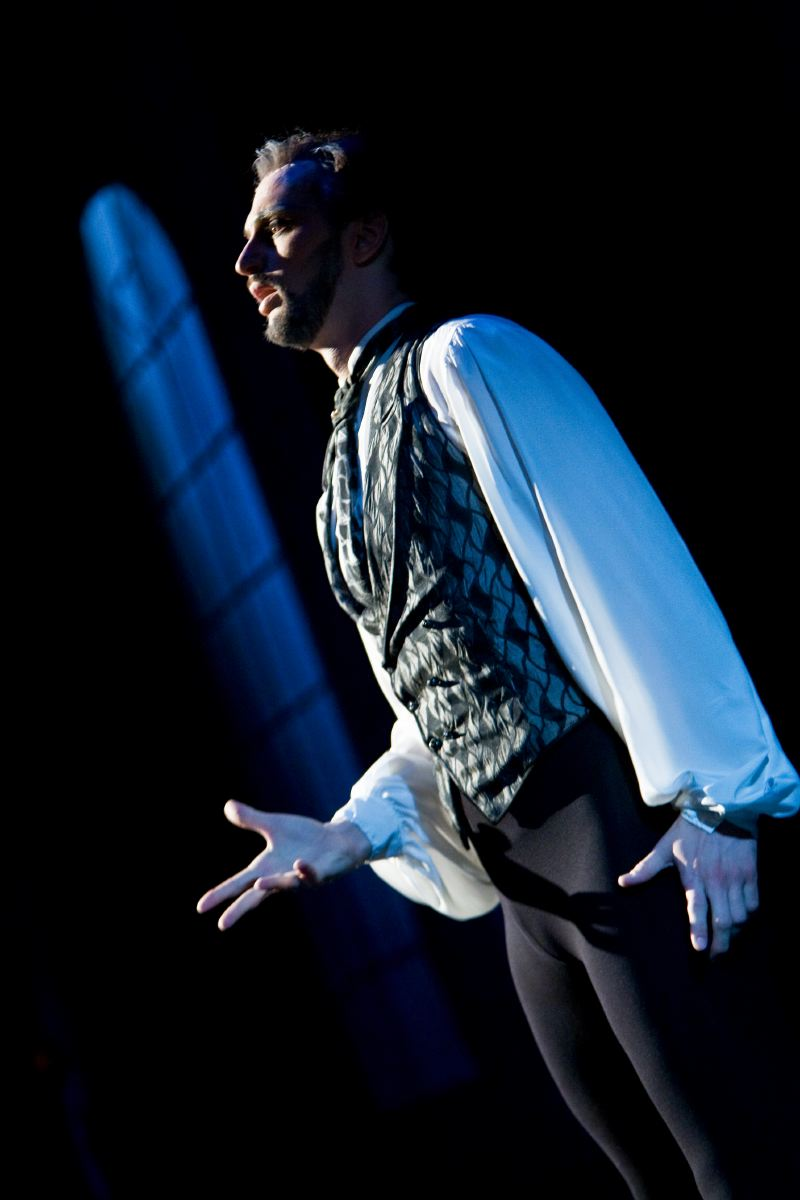
Anna Karenina Fotó: Csillag Pál